# پارک ملی پوتاتسو
پارک ملی پوتاتسو (به لاتین: Potatso National Park) یک پارک ملی در چین است که در یون‌نان واقع شده‌است.

## میراث جهانی
این پارک در فهرست میراث جهانی یونسکو ثبت شده است.